# Франьо Краль
Франьо Краль (словац. Fraňo Kráľ; 9 березня 1903, Бартон — 3 січня 1955, Братислава) — словацький політичний діяч в Чехословаччині, письменник, поет.

## Біографія
Народився в США в сім'ї словацьких емігрантів.

У 1905 році з матір'ю повернувся на батьківщину. Матеріальне становище в сім'ї майбутнього поета було дуже важким, але все ж Кралю вдалося закінчити педагогічне училище в Списька Нова Весь. 

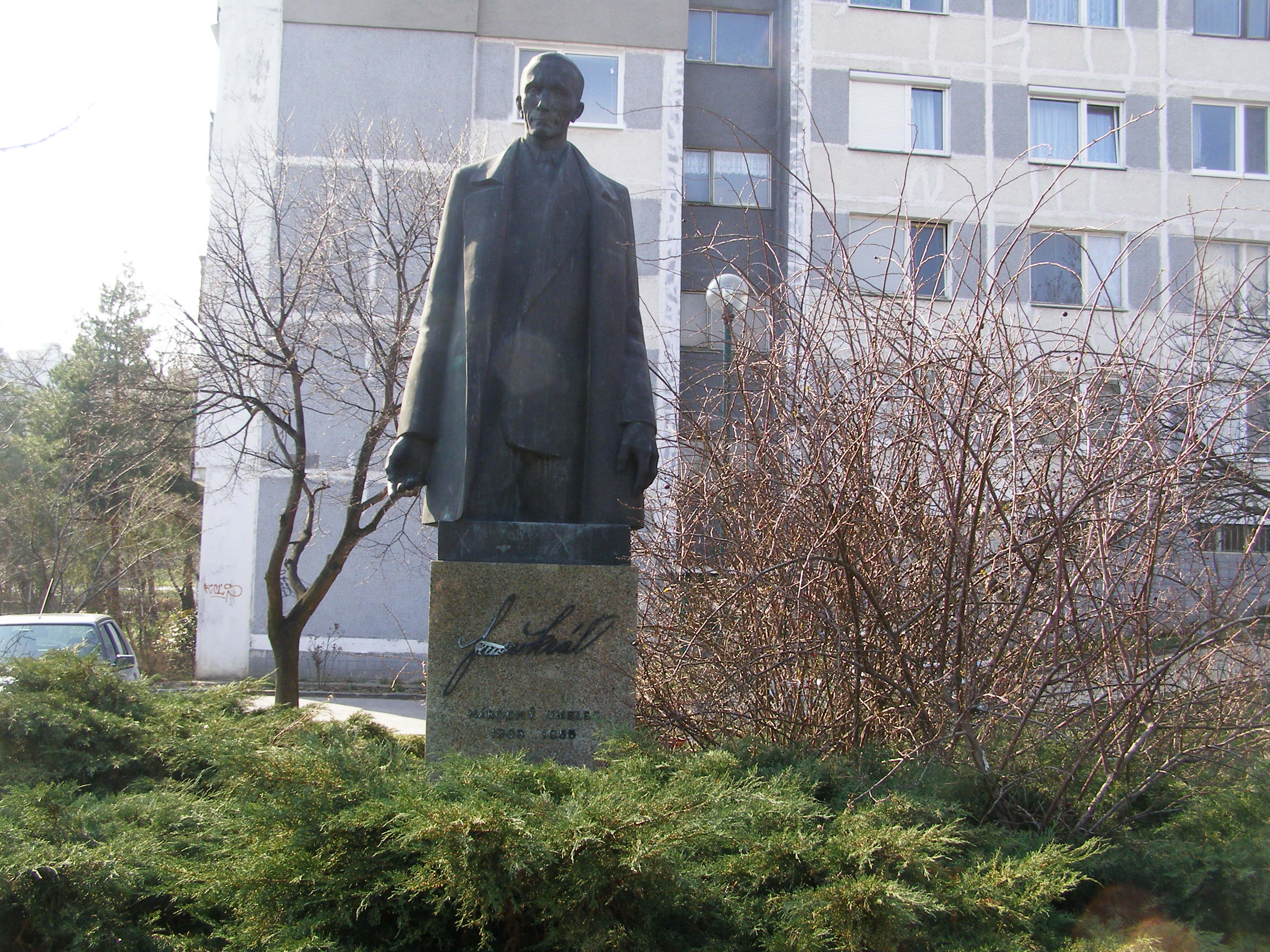
Пам'ятник народному письменнику Франьо Кралю в Братиславі

Під час навчання, через нестачу коштів Краль змушений був шукати додаткового заробітки, захворів на черевний тиф, потім ускладнення привело до хвороби легенів. Покликаний на військову службу, захворів на туберкульоз і був демобілізований. Деякий час перебував на лікуванні, потім працював учителем у Модрому Камені.
Автор поетичних збірок «Чорна фарба на палітрі» (1930), «Балтика» (1931), «Поштові листівки» (1936), «З ночі до світанку» (1945), «Весняним шляхом» (1952). Романи Краля «Тернистий шлях» (1934), «Зустріч» (1937) відбивають революційні колізії часу. В романі-репортажі «Буде, як не було» (1950) показано повоєнну дійсність, суспільні зміни на словацькій землі.
Для дітей та юнацтва написав збірки оповідань «Яно» (1930), «Діти Ченкової» (1934).
Окремі твори Краля переклали Леонід Первомайський, Мечислав Гаско, Б. Данек.